# شوكينة
الشوكينة أو القردوسينة (الاسم العلمي: Carduinae) هي عمارة نباتية تتبع فصيلة النجمية من رتبة النجميات.

## أجناس
- شوك (الاسم العلمي: Carduus)
- قصوان (الاسم العلمي: Cirsium)
- كوزين (الاسم العلمي: Cousinia)
- جورين (الاسم العلمي: Jurinea)
- سوسير (الاسم العلمي: Saussurea)
- عتور (الاسم العلمي: Onopordum)
- أرقطيون (الاسم العلمي: Arctium)
- أولجي (الاسم العلمي: Olgaea)
- رياش (الاسم العلمي: Ptilostemon)
- دلومي (الاسم العلمي: Dolomiaea)
- هيماليل (الاسم العلمي: Himalaiella)
- خرشوف (الاسم العلمي: Cynara)
- بادورد (الاسم العلمي: Cnicus)
- ألفريدي (الاسم العلمي: Alfredia)
- حنوة (الاسم العلمي: Xeranthemum)
- أمفور (الاسم العلمي: Amphoricarpos)
- براردي (الاسم العلمي: Berardia)
- جويرين (الاسم العلمي: Jurinella)
- ستيلين (الاسم العلمي: Staehelina)
- غلاكتيت (الاسم العلمي: Galactites)
- لامير (الاسم العلمي: Lamyropsis)
- بوليتاكس (الاسم العلمي: Polytaxis)
- سلبين (الاسم العلمي: Silybum)
- سريتكوف (الاسم العلمي: Syreitschikovia)
- دبلاز ريشي (الاسم العلمي: Diplazoptilon)
- هيباكنثيوم (الاسم العلمي: Hypacanthium)
- لبشزيل (الاسم العلمي: Lipschitziella)
- نباز (الاسم العلمي: Notobasis)
- شوك الفار (الاسم العلمي: Picnomon)
- سينور (الاسم العلمي: Synurus)
- تياروكار (الاسم العلمي: Tiarocarpus)
- انكاثي (الاسم العلمي: Ancathia)
- رسنوبل (الاسم العلمي: Cephalonoplos)
- شاردين (الاسم العلمي: Chardinia)
- كوزياني (الاسم العلمي: Cousiniopsis)
- فرولوف (الاسم العلمي: Frolovia)
- شمالوزين (الاسم العلمي: Schmalhausenia)
- سيبر (الاسم العلمي: Siebera)
- مخثرة (الاسم العلمي: Tyrimnus)
- زغابي أصفر (الاسم العلمي: Xanthopappus)
- ديبتروكوم (الاسم العلمي: Dipterocome)
- هميستبتيا (الاسم العلمي: Hemisteptia)
- هيالوشيات (الاسم العلمي: Hyalochaete)
- لامير زغابي (الاسم العلمي: Lamyropappus)
- ميوبردون (باللاتينية: 				Myopordon)